# Puchar EHF piłkarzy ręcznych 2017/2018 – rundy kwalifikacyjne

## Format
Trzy rundy kwalifikacyjne Pucharu EHF mają na celu wyłonienie 16 drużyn, które toczyć będą rozgrywki w fazie grupowej.

## Drużyny uczestniczące
| Pierwsza runda kwalifikacyjna | Pierwsza runda kwalifikacyjna | Pierwsza runda kwalifikacyjna | Pierwsza runda kwalifikacyjna |
| ----------------------------- | ----------------------------- | ----------------------------- | ----------------------------- |
| RK Dubrava                    | SL Benfica                    | Byåsen Håndball Elite         | ZTR Zaporoże                  |
| HC Dukla Praga                | Valur Reykjavík               | Maccabi Riszon le-Cijjon      | SG Handball West Wien         |
| Achilles Bocholt              | RK Vojvodina                  | Olympiakos SFP Pireus         | KH Besa Famiglia              |
| HV KRAS/Volendam              | Handball Esch                 | SERVITI Põlva                 | Beykoz Belediyesi SK          |
| SSV Bozen                     | Olimpus-85 USEFS              | RK Partizan Tivat             | Dragūnas Kłajpeda             |
| Talent Pilzno                 | Ungmennafélagið Afturelding   | RK Dinamo Pančevo             | AC Doukas                     |
| RK Ohrid 2013                 | HC Kriens-Luzern              | HRK Gorica                    | ØIF Arendal                   |
| Haukar Hafnarfjörður          | Bregenz Handball              |                               |                               |
| Druga runda kwalifikacyjna    |                               |                               |                               |
| Riihimäki Cocks               | OCI-Lions                     | Csurgói KK                    | Wacker Thun                   |
| HCM Constanța                 | SKA Mińsk                     | RK Nexe Našice                | FC Porto                      |
| St. Petersburg HC             | Gwardia Opole                 | Helvetia Anaitasuna           | Chambéry Savoie Handball      |
| Team Tvis Holstebro           | Balatonfüredi KSE             | HK Malmö                      | Pfadi Winterthur              |
| CSM Bukareszt                 |                               |                               |                               |
| Trzecia runda kwalifikacyjna  |                               |                               |                               |
| Frisch Auf! GöppingenOT       | Grundfos Tatabánya KC         | Füchse Berlin                 | Naturhouse La Rioja           |
| Bjerringbro-Silkeborg         | RD Riko Ribnica               | CYEB Budakalász               | Azoty-Puławy                  |
| SC Magdeburg                  | BM Granollers                 | Saint-Raphaël Var Handball    | Team Esbjerg                  |
| RD Koper 2013                 | Lugi HF                       | Alpla HC Hard                 | Tatran Preszów                |

Uwagi/legenda
- OT Obrońca tytułu
- Drużyny, która odpadły z kwalifikacji do Ligi Mistrzów

## Losowanie
Losowanie pierwszej i drugiej rundy kwalifikacyjnej odbyło się 18 lipca 2017 w Wiedniu, losowanie trzeciej rundy kwalifikacyjnej odbędzie się 17 października 2017.

### Pierwsza runda kwalifikacyjna
Rozstawionymi zespołami w losowaniu było pierwszych 15 drużyn z zestawienia EHF uczestniczących w pierwszej rundzie kwalifikacyjnej i w toku losowania zostały połączone w pary z pozostałymi 15 drużynami.
| Drużyna 1                            | Wynik dwumeczu | Drużyna 2                | Pierwszy mecz | Drugi mecz |
| ------------------------------------ | -------------- | ------------------------ | ------------- | ---------- |
| AC Doukas                            | 37:59          | RK Vojvodina             | 13:33         | 24:26      |
| KH Besa Famiglia                     | 52:56          | Beykoz Belediyesi SK     | 29:21         | 23:35      |
| Dragūnas Kłajpeda                    | 71:72          | RK Dubrava               | 36:36         | 35:36      |
| HC Dukla Praga                       | 52:61          | Haukar Hafnarfjörður     | 27:30         | 25:31      |
| Talent Pilzno                        | 50:39          | Olympiakos SFP Pireus    | 21:21         | 29:18      |
| RK Partizan Tivat                    | 39:70          | Achilles Bocholt         | 19:38         | 20:32      |
| Valur Reykjavík                      | 64:58          | SSV Bozen                | 34:27         | 30:31      |
| SL Benfica                           | 74:48          | RK Dinamo Pančevo        | 39:20         | 35:28      |
| RK Ohrid 2013                        | 48:47          | HV KRAS/Volendam         | 24:24         | 24:23      |
| HC Kriens-Luzern                     | 45:53          | ZTR Zaporoże             | 24:20         | 21:23      |
| Olimpus-85 USEFS                     | 48:84          | Maccabi Riszon le-Cijjon | 20:39         | 28:45      |
| Ungmennafélagið Afturelding          | 52:55          | Byåsen Håndball Elite    | 25:26         | 27:29      |
| Handball Esch                        | 50:57          | ØIF Arendal              | 25:29         | 25:28      |
| SG Handball West Wien                | 57:55          | Bregenz Handball         | 30:28         | 27:27      |
| HRK Gorica                           | 43:46          | SERVITI Põlva            | 21:21         | 22:25      |
| Po lewej gospodarz pierwszego meczu. |                |                          |               |            |

#### Wyniki
| 1 września 201720:00 | Talent Pilzno | 21:21(12:8) | Olympiakos SFP Pireus | Sportovní hala, Pilzno Widzów: 480 Sędzia: Erdoan Vitaku Arsim Vitaku |
| 1 września 201720:00 | Jan Stehlík 7 | 21:21(12:8) | 7 Panagiotis Stoumpis | Sportovní hala, Pilzno Widzów: 480 Sędzia: Erdoan Vitaku Arsim Vitaku |
| 1 września 201720:00 | 4× · 3×       | 21:21(12:8) | 3× · 4×               | Sportovní hala, Pilzno Widzów: 480 Sędzia: Erdoan Vitaku Arsim Vitaku |

| 1 września 201720:30 | SL Benfica      | 39:20(21:9) | RK Dinamo Pančevo      | gospodarz Widzów: 750 Sędzia: Carlos Luque Cabrejas Ignacio Pascual Sánchez |
| 1 września 201720:30 | Fábio Antunes 7 | 39:20(21:9) | 6 Aleksandar Pilipović | gospodarz Widzów: 750 Sędzia: Carlos Luque Cabrejas Ignacio Pascual Sánchez |
| 1 września 201720:30 | 3× · 3×         | 39:20(21:9) | 2× · 3×                | gospodarz Widzów: 750 Sędzia: Carlos Luque Cabrejas Ignacio Pascual Sánchez |

| 2 września 201717:00 | RK Dinamo Pančevo    | 28:35(9:17) | SL Benfica      | Pavilhão da Luz Nº 2, Lizbona Widzów: 314 Sędzia: Carlos Luque Cabrejas Ignacio Pascual Sánchez |
| 2 września 201717:00 | Miljan Bunjevčević 7 | 28:35(9:17) | 6 Fábio Antunes | Pavilhão da Luz Nº 2, Lizbona Widzów: 314 Sędzia: Carlos Luque Cabrejas Ignacio Pascual Sánchez |
| 2 września 201717:00 | 5× · 4×              | 28:35(9:17) | 6× · 1×         | Pavilhão da Luz Nº 2, Lizbona Widzów: 314 Sędzia: Carlos Luque Cabrejas Ignacio Pascual Sánchez |

| 2 września 201718:00 | Dragūnas Kłajpeda      | 36:36(16:15) | RK Dubrava   | gospodarz Widzów: 350 Sędzia: Ferenc Bonifert Viktor Oláh |
| 2 września 201718:00 | Laurynas Palevicius 13 | 36:36(16:15) | 10 Ivan Vida | gospodarz Widzów: 350 Sędzia: Ferenc Bonifert Viktor Oláh |
| 2 września 201718:00 | 5× · 3×                | 36:36(16:15) | 9× · 4×      | gospodarz Widzów: 350 Sędzia: Ferenc Bonifert Viktor Oláh |

| 2 września 201718:30 | Ungmennafélagið Afturelding | 25:26(15:12) | Byåsen Håndball Elite | gospodarz Widzów: 511 Sędzia: Miro Korja Christopher Metsämäki |
| 2 września 201718:30 | Birkir Benediktsson 7       | 25:26(15:12) | 8 Emil Midtbø Sundal  | gospodarz Widzów: 511 Sędzia: Miro Korja Christopher Metsämäki |
| 2 września 201718:30 | 4× · 2×                     | 25:26(15:12) | 4× · 3×               | gospodarz Widzów: 511 Sędzia: Miro Korja Christopher Metsämäki |

| 2 września 201719:00 | RK Partizan Tivat | 19:38(7:16) | Achilles Bocholt    | Sportcomplex De Damburg, Bocholt Widzów: 500 Sędzia: Vagif Aliyev Alekper Aghakishiyev |
| 2 września 201719:00 | Đorđo Peruničić 6 | 19:38(7:16) | 7 Brecht Wertelaers | Sportcomplex De Damburg, Bocholt Widzów: 500 Sędzia: Vagif Aliyev Alekper Aghakishiyev |
| 2 września 201719:00 | 3× · 3×           | 19:38(7:16) | 5× · 3×             | Sportcomplex De Damburg, Bocholt Widzów: 500 Sędzia: Vagif Aliyev Alekper Aghakishiyev |

| 2 września 201719:00 | RK Ohrid 2013    | 24:24(13:15) | HV KRAS/Volendam | gospodarz Widzów: 2000 Sędzia: Georgi Doychinov Yulian Goretsov |
| 2 września 201719:00 | Boban Blazeski 6 | 24:24(13:15) | 7 Igor Mršulja   | gospodarz Widzów: 2000 Sędzia: Georgi Doychinov Yulian Goretsov |
| 2 września 201719:00 | 6× · 3×          | 24:24(13:15) | 5× · 4×          | gospodarz Widzów: 2000 Sędzia: Georgi Doychinov Yulian Goretsov |

| 2 września 201719:00 | Handball Esch           | 25:29(11:13) | ØIF Arendal              | gospodarz Widzów: 500 Sędzia: Milan Hájek Karel Macho |
| 2 września 201719:00 | Aleksandros Wasilakis 8 | 25:29(11:13) | 8 August Baskår Pedersen | gospodarz Widzów: 500 Sędzia: Milan Hájek Karel Macho |
| 2 września 201719:00 | 4× · 3× · 1×            | 25:29(11:13) | 3× · 3×                  | gospodarz Widzów: 500 Sędzia: Milan Hájek Karel Macho |

| 2 września 201719:00 | HRK Gorica                  | 21:21(10:8) | SERVITI Põlva    | gospodarz Widzów: 600 Sędzia: Emil Aghakishi Ernest Aghakishi |
| 2 września 201719:00 | Ivan Laljek 4 Davor Ćavar 4 | 21:21(10:8) | 4 Kristjan Muuga | gospodarz Widzów: 600 Sędzia: Emil Aghakishi Ernest Aghakishi |
| 2 września 201719:00 | 1× · 3×                     | 21:21(10:8) | 5× · 3×          | gospodarz Widzów: 600 Sędzia: Emil Aghakishi Ernest Aghakishi |

| 2 września 201719:30 | SG Handball West Wien | 30:28(13:12) | Bregenz Handball  | gospodarz Widzów: 600 Sędzia: Bogdan Nicolae Stark Romeo Mihai Ștefan |
| 2 września 201719:30 | Sebastian Frimmel 11  | 30:28(13:12) | 5 Bojan Beljanski | gospodarz Widzów: 600 Sędzia: Bogdan Nicolae Stark Romeo Mihai Ștefan |
| 2 września 201719:30 | 6× · 3×               | 30:28(13:12) | 5× · 3×           | gospodarz Widzów: 600 Sędzia: Bogdan Nicolae Stark Romeo Mihai Ștefan |

| 3 września 201716:30 | Achilles Bocholt | 32:20(14:10) | RK Partizan Tivat    | gospodarz Widzów: 350 Sędzia: Vagif Aliyev Alekper Aghakishiyev |
| 3 września 201716:30 | Wout Winters 7   | 32:20(14:10) | 9 Nemanja Drakulović | gospodarz Widzów: 350 Sędzia: Vagif Aliyev Alekper Aghakishiyev |
| 3 września 201716:30 | 3× · 3×          | 32:20(14:10) | 5× · 3×              | gospodarz Widzów: 350 Sędzia: Vagif Aliyev Alekper Aghakishiyev |

| 3 września 201717:00 | Olympiakos SFP Pireus | 18:29(8:17) | Talent Pilzno  | Sportovní hala, Pilzno Widzów: 760 Sędzia: Erdoan Vitaku Arsim Vitaku |
| 3 września 201717:00 | Dimitrios Tziras 4    | 18:29(8:17) | 7 Michal Tonar | Sportovní hala, Pilzno Widzów: 760 Sędzia: Erdoan Vitaku Arsim Vitaku |
| 3 września 201717:00 | 2× · 4×               | 18:29(8:17) | 5× · 3×        | Sportovní hala, Pilzno Widzów: 760 Sędzia: Erdoan Vitaku Arsim Vitaku |

| 3 września 201717:00 | HC Kriens-Luzern | 24:20(12:9) | ZTR Zaporoże      | gospodarz Widzów: 600 Sędzia: Matan Lindenbaum Dor Laron |
| 3 września 201717:00 | Luca Spengler 7  | 24:20(12:9) | 8 Oleksii Ganchev | gospodarz Widzów: 600 Sędzia: Matan Lindenbaum Dor Laron |
| 3 września 201717:00 | 7× · 3×          | 24:20(12:9) | 5× · 2×           | gospodarz Widzów: 600 Sędzia: Matan Lindenbaum Dor Laron |

| 3 września 201718:00 | ØIF Arendal                               | 28:25(15:10) | Handball Esch              | Centre Omnisports Henri Schmitz, Esch-sur-Alzette Widzów: 550 Sędzia: Milan Hájek Karel Macho |
| 3 września 201718:00 | August Baskår Pedersen 7 Sondre Paulsen 7 | 28:25(15:10) | 5 Martin Müller 5 Max Kohl | Centre Omnisports Henri Schmitz, Esch-sur-Alzette Widzów: 550 Sędzia: Milan Hájek Karel Macho |
| 3 września 201718:00 | 7× · 3× · 1×                              | 28:25(15:10) | 3× · 3×                    | Centre Omnisports Henri Schmitz, Esch-sur-Alzette Widzów: 550 Sędzia: Milan Hájek Karel Macho |

| 3 września 201719:00 | KH Besa Famiglia | 29:21(14:9) | Beykoz Belediyesi SK    | gospodarz Widzów: 600 Sędzia: Aleksandar Jović Nedim Arnautović |
| 3 września 201719:00 | Biljaka Goran 7  | 29:21(14:9) | 7 Afshin Sadeghi Askari | gospodarz Widzów: 600 Sędzia: Aleksandar Jović Nedim Arnautović |
| 3 września 201719:00 | 3× · 3×          | 29:21(14:9) | 5× · 3×                 | gospodarz Widzów: 600 Sędzia: Aleksandar Jović Nedim Arnautović |

| 3 września 201719:00 | HV KRAS/Volendam | 23:24(10:13) | RK Ohrid 2013    | Sportska sala Biljanini Izvori, Ochryda Widzów: 2700 Sędzia: Georgi Doychinov Yulian Goretsov |
| 3 września 201719:00 | Igor Mršulja 6   | 23:24(10:13) | 6 Boban Blazeski | Sportska sala Biljanini Izvori, Ochryda Widzów: 2700 Sędzia: Georgi Doychinov Yulian Goretsov |
| 3 września 201719:00 | 5× · 2×          | 23:24(10:13) | 7× · 4× · 1×     | Sportska sala Biljanini Izvori, Ochryda Widzów: 2700 Sędzia: Georgi Doychinov Yulian Goretsov |

| 3 września 201720:00 | HC Dukla Praga       | 27:30(13:14) | Haukar Hafnarfjörður    | gospodarz Widzów: 500 Sędzia: Dzmitry Nabokau Siarhei Kulik |
| 3 września 201720:00 | Dieudonné Mubenzem 8 | 27:30(13:14) | 9 Óðinn Þór Ríkharðsson | gospodarz Widzów: 500 Sędzia: Dzmitry Nabokau Siarhei Kulik |
| 3 września 201720:00 | 4× · 3× · 1×         | 27:30(13:14) | 5× · 2× · 1×            | gospodarz Widzów: 500 Sędzia: Dzmitry Nabokau Siarhei Kulik |

| 8 września 201716:00 | Olimpus-85 USEFS    | 20:39(12:16) | Maccabi Riszon le-Cijjon | Beit Maccabi Sport Centre, Riszon le-Cijjon Widzów: 400 Sędzia: Konstantinos Katsikis Michalis Michailidis |
| 8 września 201716:00 | Alexei Pervanciuc 5 | 20:39(12:16) | 7 Tal Gera               | Beit Maccabi Sport Centre, Riszon le-Cijjon Widzów: 400 Sędzia: Konstantinos Katsikis Michalis Michailidis |
| 8 września 201716:00 | 2× · 3×             | 20:39(12:16) | 3× · 3×                  | Beit Maccabi Sport Centre, Riszon le-Cijjon Widzów: 400 Sędzia: Konstantinos Katsikis Michalis Michailidis |

| 9 września 201712:00 | Maccabi Riszon le-Cijjon | 45:28(26:11) | Olimpus-85 USEFS | gospodarz Widzów: 200 Sędzia: Konstantinos Katsikis Michalis Michailidis |
| 9 września 201712:00 | Omer Gera 8              | 45:28(26:11) | 12 Maxim Sipulin | gospodarz Widzów: 200 Sędzia: Konstantinos Katsikis Michalis Michailidis |
| 9 września 201712:00 | 3× · 3×                  | 45:28(26:11) | 2× · 3×          | gospodarz Widzów: 200 Sędzia: Konstantinos Katsikis Michalis Michailidis |

| 9 września 201716:00 | Valur Reykjavík         | 34:27(16:12) | SSV Bozen      | gospodarz Widzów: 202 Sędzia: Ruud Geraets Paul Geraets |
| 9 września 201716:00 | Magnús Óli Magnússon 12 | 34:27(16:12) | 7 Felipe Gaeta | gospodarz Widzów: 202 Sędzia: Ruud Geraets Paul Geraets |
| 9 września 201716:00 | 3× · 1×                 | 34:27(16:12) | 2× · 2×        | gospodarz Widzów: 202 Sędzia: Ruud Geraets Paul Geraets |

| 9 września 201717:00 | Haukar Hafnarfjörður  | 31:25(15:11) | HC Dukla Praga       | gospodarz Widzów: 610 Sędzia: Denis Bolic Christoph Hurich |
| 9 września 201717:00 | Einar Rafn Eiðsson 10 | 31:25(15:11) | 9 Dieudonné Mubenzem | gospodarz Widzów: 610 Sędzia: Denis Bolic Christoph Hurich |
| 9 września 201717:00 | 7× · 1× · 1×          | 31:25(15:11) | 5× · 2× · 1×         | gospodarz Widzów: 610 Sędzia: Denis Bolic Christoph Hurich |

| 9 września 201717:00 | ZTR Zaporoże      | 23:21(3:10) | HC Kriens-Luzern | gospodarz Widzów: 750 Sędzia: Ismailj Metalari Nenad Nikolovski |
| 9 września 201717:00 | Oleksii Ganchev 6 | 23:21(3:10) | 8 Adrian Blätter | gospodarz Widzów: 750 Sędzia: Ismailj Metalari Nenad Nikolovski |
| 9 września 201717:00 | 4× · 3×           | 23:21(3:10) | 3× · 3× · 1×     | gospodarz Widzów: 750 Sędzia: Ismailj Metalari Nenad Nikolovski |

| 9 września 201718:00 | Byåsen Håndball Elite | 29:27(12:16) | Ungmennafélagið Afturelding | gospodarz Widzów: 415 Sędzia: Allan Stokes Brian Bartlett |
| 9 września 201718:00 | Emil Midtbø Sundal 9  | 29:27(12:16) | 6 Ernir Hrafn Arnarson      | gospodarz Widzów: 415 Sędzia: Allan Stokes Brian Bartlett |
| 9 września 201718:00 | 1× · 2×               | 29:27(12:16) | 2× · 4×                     | gospodarz Widzów: 415 Sędzia: Allan Stokes Brian Bartlett |

| 9 września 201718:00 | SERVITI Põlva    | 25:22(10:10) | HRK Gorica   | gospodarz Widzów: 600 Sędzia: Dorian Sirbu Valentin Suponicov |
| 9 września 201718:00 | Carl-Eric Uibo 6 | 25:22(10:10) | 7 Ivan Matić | gospodarz Widzów: 600 Sędzia: Dorian Sirbu Valentin Suponicov |
| 9 września 201718:00 | 1× · 2×          | 25:22(10:10) | 5× · 3×      | gospodarz Widzów: 600 Sędzia: Dorian Sirbu Valentin Suponicov |

| 9 września 201718:30 | AC Doukas          | 13:33(5:13) | RK Vojvodina   | Sportski centar Slana Bara, Nowy Sad Widzów: 300 Sędzia: Doru Manea Radu Iliescu |
| 9 września 201718:30 | Christos Kederis 5 | 13:33(5:13) | 6 Luka Radovic | Sportski centar Slana Bara, Nowy Sad Widzów: 300 Sędzia: Doru Manea Radu Iliescu |
| 9 września 201718:30 | 3× · 3×            | 13:33(5:13) | 4× · 3×        | Sportski centar Slana Bara, Nowy Sad Widzów: 300 Sędzia: Doru Manea Radu Iliescu |

| 9 września 201719:00 | RK Dubrava   | 36:35(20:14) | Dragūnas Kłajpeda                                                         | gospodarz Widzów: 400 Sędzia: Michail Mertinian Evangelos Syrepisios |
| 9 września 201719:00 | Ivan Vida 7  | 36:35(20:14) | 6 Žanas Gabrielius Virbauskas 6 Modestas Vaitekūnas 6 Laurynas Palevičius | gospodarz Widzów: 400 Sędzia: Michail Mertinian Evangelos Syrepisios |
| 9 września 201719:00 | 7× · 4× · 1× | 36:35(20:14) | 7× · 4×                                                                   | gospodarz Widzów: 400 Sędzia: Michail Mertinian Evangelos Syrepisios |

| 9 września 201719:00 | Bregenz Handball  | 27:27(11:12) | SG Handball West Wien | gospodarz Widzów: 1215 Sędzia: Tomislav Cindric Robert Gonzurek |
| 9 września 201719:00 | Lukas Frühstück 6 | 27:27(11:12) | 7 Gábor Hajdu         | gospodarz Widzów: 1215 Sędzia: Tomislav Cindric Robert Gonzurek |
| 9 września 201719:00 | 4× · 3×           | 27:27(11:12) | 7× · 2×               | gospodarz Widzów: 1215 Sędzia: Tomislav Cindric Robert Gonzurek |

| 10 września 201716:00 | SSV Bozen          | 31:30(16:17) | Valur Reykjavík     | LaugardalshölL, Reykjavík Widzów: 349 Sędzia: Ruud Geraets Paul Geraets |
| 10 września 201716:00 | Alessio Moretti 14 | 31:30(16:17) | 6 Vignir Stefansson | LaugardalshölL, Reykjavík Widzów: 349 Sędzia: Ruud Geraets Paul Geraets |
| 10 września 201716:00 | 4× · 2×            | 31:30(16:17) | 2× · 3×             | LaugardalshölL, Reykjavík Widzów: 349 Sędzia: Ruud Geraets Paul Geraets |

| 10 września 201718:00 | Beykoz Belediyesi SK | 35:23(15:10) | KH Besa Famiglia | gospodarz Widzów: 450 Sędzia: Marco Di Domenico Lorenzo Fornasier |
| 10 września 201718:00 | Ömer Faruk Güldal 9  | 35:23(15:10) | 9 Goran Biljaka  | gospodarz Widzów: 450 Sędzia: Marco Di Domenico Lorenzo Fornasier |
| 10 września 201718:00 | 7× · 3× · 1×         | 35:23(15:10) | 4× · 4×          | gospodarz Widzów: 450 Sędzia: Marco Di Domenico Lorenzo Fornasier |

| 10 września 201718:30 | RK Vojvodina      | 26:24(10:16) | AC Doukas          | Sportski centar Slana Bara, Nowy Sad Widzów: 100 Sędzia: Doru Manea Radu Iliescu |
| 10 września 201718:30 | Milan Jovanović 7 | 26:24(10:16) | 6 Christos Kederis | Sportski centar Slana Bara, Nowy Sad Widzów: 100 Sędzia: Doru Manea Radu Iliescu |
| 10 września 201718:30 | 3× · 2×           | 26:24(10:16) | 2× · 3×            | Sportski centar Slana Bara, Nowy Sad Widzów: 100 Sędzia: Doru Manea Radu Iliescu |

### Druga runda kwalifikacyjna
Rozstawionymi zespołami w losowaniu było pierwszych 16 drużyn z zestawienia EHF uczestniczących w drugiej rundzie kwalifikacyjnej i w toku losowania zostały połączone w pary z jedną drużyną, która zaczynie rozgrywki od drugiej rundy oraz 15 zwycięzcami dwumeczów pierwszej rundy kwalifikacyjnej.
| Drużyna 1                            | Wynik dwumeczu | Drużyna 2                | Pierwszy mecz | Drugi mecz |
| ------------------------------------ | -------------- | ------------------------ | ------------- | ---------- |
| HC Kriens-Luzern                     | 32:65          | Team Tvis Holstebro      | 16:27         | 16:38      |
| Achilles Bocholt                     | 65:72          | Riihimäki Cocks          | 40:35         | 25:37      |
| Beykoz Belediyesi SK                 | 48:71          | HK Malmö                 | 27:36         | 21:35      |
| RK Ohrid 2013                        | 46:81          | FC Porto                 | 20:37         | 26:44      |
| HCM Constanța                        | 51:46          | Byåsen Håndball Elite    | 24:22         | 27:24      |
| SERVITI Põlva                        | 46:59          | RK Nexe Našice           | 25:27         | 21:32      |
| OCI-Lions                            | 51:57          | ØIF Arendal              | 25:28         | 26:29      |
| Haukar Hafnarfjörður                 | 63:62          | St. Petersburg HC        | 32:27         | 31:35      |
| Pfadi Winterthur                     | 61:39          | RK Vojvodina             | 35:22         | 26:17      |
| Helvetia Anaitasuna                  | 70:49          | Talent Pilzno            | 40:26         | 30:23      |
| SG Handball West Wien                | 49:59          | Wacker Thun              | 22:27         | 27:32      |
| Balatonfüredi KSE                    | 55:41          | Valur Reykjavík          | 27:22         | 28:19      |
| CSM Bukareszt                        | 56:63          | SKA Mińsk                | 26:30         | 30:33      |
| SL Benfica                           | 49:50          | Gwardia Opole            | 28:24         | 21:26      |
| Maccabi Riszon le-Cijjon             | 51:60          | Chambéry Savoie Handball | 24:29         | 27:31      |
| Csurgói KK                           | 59:60          | RK Dubrava               | 33:24         | 26:36      |
| Po lewej gospodarz pierwszego meczu. |                |                          |               |            |

#### Wyniki
| 7 października 201715:30 | Csurgói KK                   | 33:24(15:14) | RK Dubrava     | gospodarz Widzów: 1350 Sędzia: Vagif Aliyev Alekper Aghakishiyev |
| 7 października 201715:30 | Marko Vasić 6 Klemen Cehte 6 | 33:24(15:14) | 7 Marin Buneta | gospodarz Widzów: 1350 Sędzia: Vagif Aliyev Alekper Aghakishiyev |
| 7 października 201715:30 | 4× · 3×                      | 33:24(15:14) | 2× · 3×        | gospodarz Widzów: 1350 Sędzia: Vagif Aliyev Alekper Aghakishiyev |

| 7 października 201717:00 | Haukar Hafnarfjörður                   | 32:27(17:14) | St. Petersburg HC  | Íþróttamiðstöð Kaplakriki, Hafnarfjörður Widzów: 387 Sędzia: William Weijmans Rick Wolbertus |
| 7 października 201717:00 | Ágúst Birgisson 8 Einar Rafn Eiðsson 8 | 32:27(17:14) | 10 Dmitrii Kiselev | Íþróttamiðstöð Kaplakriki, Hafnarfjörður Widzów: 387 Sędzia: William Weijmans Rick Wolbertus |
| 7 października 201717:00 | 3× · 2×                                | 32:27(17:14) | 1× · 3×            | Íþróttamiðstöð Kaplakriki, Hafnarfjörður Widzów: 387 Sędzia: William Weijmans Rick Wolbertus |

| 7 października 201717:00 | Balatonfüredi KSE    | 27:22(16:8) | Valur Reykjavík        | Szabadidő és Konferencia Központ, Balatonfüred Widzów: 550 Sędzia: Michail Mertinian Evangelos Syrepisios |
| 7 października 201717:00 | Stanislav Kašpárek 6 | 27:22(16:8) | 6 Magnús Óli Magnússon | Szabadidő és Konferencia Központ, Balatonfüred Widzów: 550 Sędzia: Michail Mertinian Evangelos Syrepisios |
| 7 października 201717:00 | 6× · 3×              | 27:22(16:8) | 5× · 4× · 1×           | Szabadidő és Konferencia Központ, Balatonfüred Widzów: 550 Sędzia: Michail Mertinian Evangelos Syrepisios |

| 7 października 201717:00 | CSM Bukareszt                      | 26:30(14:14) | SKA Mińsk           | gospodarz Widzów: 3000 Sędzia: Karim Gasmi Raouf Gasmi |
| 7 października 201717:00 | Guillaume Jérôme Patrick Saurina 9 | 26:30(14:14) | 9 Uładzisłau Kulesz | gospodarz Widzów: 3000 Sędzia: Karim Gasmi Raouf Gasmi |
| 7 października 201717:00 | 7× · 3×                            | 26:30(14:14) | 4× · 3×             | gospodarz Widzów: 3000 Sędzia: Karim Gasmi Raouf Gasmi |

| 7 października 201717:00 | SL Benfica                      | 28:24(15:12) | Gwardia Opole  | gospodarz Widzów: 800 Sędzia: Doru Manea Radu Iliescu |
| 7 października 201717:00 | João Pedro Francisco da Silva 7 | 28:24(15:12) | 9 Patryk Mauer | gospodarz Widzów: 800 Sędzia: Doru Manea Radu Iliescu |
| 7 października 201717:00 | 3× · 3×                         | 28:24(15:12) | 7× · 3× · 1×   | gospodarz Widzów: 800 Sędzia: Doru Manea Radu Iliescu |

| 7 października 201717:30 | Pfadi Winterthur | 35:22(16:12) | RK Vojvodina         | gospodarz Widzów: 620 Sędzia: Milan Hájek Karel Macho |
| 7 października 201717:30 | Ante Kuduz 7     | 35:22(16:12) | 5 Vukašin Stojanović | gospodarz Widzów: 620 Sędzia: Milan Hájek Karel Macho |
| 7 października 201717:30 | 3× · 2×          | 35:22(16:12) | 3× · 2×              | gospodarz Widzów: 620 Sędzia: Milan Hájek Karel Macho |

| 7 października 201718:00 | HC Kriens-Luzern | 16:27(6:16) | Team Tvis Holstebro | Schulsportanlage Maihof, Lucerna Widzów: 500 Sędzia: Andrej Budzák Michal Záhradník |
| 7 października 201718:00 | Albin Alili 6    | 16:27(6:16) | 5 Vignir Svavarsson | Schulsportanlage Maihof, Lucerna Widzów: 500 Sędzia: Andrej Budzák Michal Záhradník |
| 7 października 201718:00 | 3× · 3×          | 16:27(6:16) | 4× · 3×             | Schulsportanlage Maihof, Lucerna Widzów: 500 Sędzia: Andrej Budzák Michal Záhradník |

| 7 października 201718:00 | SERVITI Põlva    | 25:27(13:14) | RK Nexe Našice            | gospodarz Widzów: 450 Sędzia: Radojko Brkic Andrei Jusufhodzic |
| 7 października 201718:00 | Henri Sillaste 6 | 25:27(13:14) | 7 Saša-Lela Barišić-Jaman | gospodarz Widzów: 450 Sędzia: Radojko Brkic Andrei Jusufhodzic |
| 7 października 201718:00 | 4× · 2×          | 25:27(13:14) | 3× · 2×                   | gospodarz Widzów: 450 Sędzia: Radojko Brkic Andrei Jusufhodzic |

| 7 października 201718:00 | SG Handball West Wien                    | 22:27(13:13) | Wacker Thun    | gospodarz Widzów: 400 Sędzia: Ruud Geraets Paul Geraets |
| 7 października 201718:00 | Sebastian Frimmel 5 Viggó Kristjánsson 5 | 22:27(13:13) | 10 Lenny Rubin | gospodarz Widzów: 400 Sędzia: Ruud Geraets Paul Geraets |
| 7 października 201718:00 | 5× · 3×                                  | 22:27(13:13) | 3× · 2×        | gospodarz Widzów: 400 Sędzia: Ruud Geraets Paul Geraets |

| 7 października 201719:30 | OCI-Lions       | 25:28(13:16) | ØIF Arendal       | gospodarz Widzów: 934 Sędzia: Allan Stokes Brian Bartlett |
| 7 października 201719:30 | Ivar Stavast 10 | 25:28(13:16) | 10 Sondre Paulsen | gospodarz Widzów: 934 Sędzia: Allan Stokes Brian Bartlett |
| 7 października 201719:30 | 3× · 1×         | 25:28(13:16) | 4× · 2×           | gospodarz Widzów: 934 Sędzia: Allan Stokes Brian Bartlett |

| 7 października 201720:15 | Achilles Bocholt   | 40:35(19:14) | Riihimäki Cocks  | gospodarz Widzów: 500 Sędzia: Carlos Luque Cabrejas Ignacio Pascual Sánchez |
| 7 października 201720:15 | Damian Kedziora 15 | 40:35(19:14) | 6 Teemu Tamminen | gospodarz Widzów: 500 Sędzia: Carlos Luque Cabrejas Ignacio Pascual Sánchez |
| 7 października 201720:15 | 6× · 4×            | 40:35(19:14) | 4× · 1×          | gospodarz Widzów: 500 Sędzia: Carlos Luque Cabrejas Ignacio Pascual Sánchez |

| 8 października 201715:00 | RK Vojvodina       | 17:26(8:14) | Pfadi Winterthur | Eulachhalle, Winterthur Widzów: 840 Sędzia: Milan Hájek Karel Macho |
| 8 października 201715:00 | Božidar Nadoveza 6 | 17:26(8:14) | 7 Marcel Hess    | Eulachhalle, Winterthur Widzów: 840 Sędzia: Milan Hájek Karel Macho |
| 8 października 201715:00 | 6× · 2×            | 17:26(8:14) | 1× · 2×          | Eulachhalle, Winterthur Widzów: 840 Sędzia: Milan Hájek Karel Macho |

| 8 października 201715:00 | Valur Reykjavík        | 19:28(11:14) | Balatonfüredi KSE | Észak-Balatoni Regionális Konferenciaközpont Kft., Balatonfured Widzów: 500 Sędzia: Michail Mertinian Evangelos Syrepisios |
| 8 października 201715:00 | Magnús Óli Magnússon 5 | 19:28(11:14) | 7 Zoltán Szita    | Észak-Balatoni Regionális Konferenciaközpont Kft., Balatonfured Widzów: 500 Sędzia: Michail Mertinian Evangelos Syrepisios |
| 8 października 201715:00 | 5× · 4×                | 19:28(11:14) | 7× · 3× · 1×      | Észak-Balatoni Regionális Konferenciaközpont Kft., Balatonfured Widzów: 500 Sędzia: Michail Mertinian Evangelos Syrepisios |

| 8 października 201718:00 | Helvetia Anaitasuna   | 40:26(20:15) | Talent Pilzno | gospodarz Widzów: 2000 Sędzia: Taras Kouz Viktor Zhoba |
| 8 października 201718:00 | Raul Nantes Campos 10 | 40:26(20:15) | 5 David Poloz | gospodarz Widzów: 2000 Sędzia: Taras Kouz Viktor Zhoba |
| 8 października 201718:00 | 2× · 2×               | 40:26(20:15) | 1× · 3×       | gospodarz Widzów: 2000 Sędzia: Taras Kouz Viktor Zhoba |

| 8 października 201718:30 | Beykoz Belediyesi SK | 27:36(11:16) | HK Malmö        | gospodarz Widzów: 300 Sędzia: Emil Aghakishi Ernest Aghakishi |
| 8 października 201718:30 | Ömer Mercan 6        | 27:36(11:16) | 9 Jim Andersson | gospodarz Widzów: 300 Sędzia: Emil Aghakishi Ernest Aghakishi |
| 8 października 201718:30 | 4× · 3×              | 27:36(11:16) | 4× · 3×         | gospodarz Widzów: 300 Sędzia: Emil Aghakishi Ernest Aghakishi |

| 8 października 201719:30 | Maccabi Riszon le-Cijjon | 24:29(12:15) | Chambéry Savoie Handball | gospodarz Widzów: 1000 Sędzia: Nicolae Stark Romeo Mihai Ștefan |
| 8 października 201719:30 | Ivan Karačić 9           | 24:29(12:15) | 7 Amine Bannour          | gospodarz Widzów: 1000 Sędzia: Nicolae Stark Romeo Mihai Ștefan |
| 8 października 201719:30 | 2× · 3×                  | 24:29(12:15) | 2× · 3×                  | gospodarz Widzów: 1000 Sędzia: Nicolae Stark Romeo Mihai Ștefan |

| 14 października 201715:00 | RK Ohrid 2013                                             | 20:37(12:16) | FC Porto                        | Dragão Caixa, Porto Widzów: 734 Sędzia: André Philipp Buache Marco Meyer |
| 14 października 201715:00 | Boban Blazeski 4 Dervis Birdahic 4 Slavisa Dimitrijeski 4 | 20:37(12:16) | 7 Jose Mario Carrillo Gutierrez | Dragão Caixa, Porto Widzów: 734 Sędzia: André Philipp Buache Marco Meyer |
| 14 października 201715:00 | 6× · 3×                                                   | 20:37(12:16) | 3× · 3×                         | Dragão Caixa, Porto Widzów: 734 Sędzia: André Philipp Buache Marco Meyer |

| 14 października 201715:30 | Team Tvis Holstebro      | 38:16(18:8) | HC Kriens-Luzern | Gråkjær Arena, Holstebro Widzów: 1125 Sędzia: Denis Bolic Christoph Hurich |
| 14 października 201715:30 | Jeppe Favrholt Hauskov 7 | 38:16(18:8) | 4 Alili Albin    | Gråkjær Arena, Holstebro Widzów: 1125 Sędzia: Denis Bolic Christoph Hurich |
| 14 października 201715:30 | 3× · 2×                  | 38:16(18:8) | 6× · 3×          | Gråkjær Arena, Holstebro Widzów: 1125 Sędzia: Denis Bolic Christoph Hurich |

| 14 października 201716:00 | HK Malmö        | 35:21(16:10) | Beykoz Belediyesi SK    | gospodarz Widzów: 531 Sędzia: Konstantin Ershov Anton Pavliukov |
| 14 października 201716:00 | Jim Andersson 7 | 35:21(16:10) | 8 Afshin Sadeghi Askari | gospodarz Widzów: 531 Sędzia: Konstantin Ershov Anton Pavliukov |
| 14 października 201716:00 | 3×              | 35:21(16:10) | 4× · 2×                 | gospodarz Widzów: 531 Sędzia: Konstantin Ershov Anton Pavliukov |

| 14 października 201716:30 | Riihimäki Cocks | 37:25(17:11) | Achilles Bocholt  | Folksam Areena, Siuntio Widzów: 331 Sędzia: Mads Dahl Hermann Jesper Madsen |
| 14 października 201716:30 | Nico Rönnberg 7 | 37:25(17:11) | 8 Damian Kedziora | Folksam Areena, Siuntio Widzów: 331 Sędzia: Mads Dahl Hermann Jesper Madsen |
| 14 października 201716:30 | 2× · 3×         | 37:25(17:11) | 5× · 3×           | Folksam Areena, Siuntio Widzów: 331 Sędzia: Mads Dahl Hermann Jesper Madsen |

| 14 października 201717:00 | Wacker Thun          | 32:27(15:13) | SG Handball West Wien | gospodarz Widzów: 870 Sędzia: Jakub Jerlecki Maciej Łabuń |
| 14 października 201717:00 | Nicolas Jann Suter 8 | 32:27(15:13) | 7 Viggó Kristjánsson  | gospodarz Widzów: 870 Sędzia: Jakub Jerlecki Maciej Łabuń |
| 14 października 201717:00 | 6× · 1×              | 32:27(15:13) | 5× · 4×               | gospodarz Widzów: 870 Sędzia: Jakub Jerlecki Maciej Łabuń |

| 14 października 201718:00 | HCM Constanța                    | 24:22(11:11) | Byåsen Håndball Elite | gospodarz Widzów: 1200 Sędzia: Erdoan Vitaku Arsim Vitaku |
| 14 października 201718:00 | Stevan Vujović 5 Zoran Nikolić 5 | 24:22(11:11) | 9 Emil Midtbø Sundal  | gospodarz Widzów: 1200 Sędzia: Erdoan Vitaku Arsim Vitaku |
| 14 października 201718:00 | 2× · 3×                          | 24:22(11:11) | 3× · 3×               | gospodarz Widzów: 1200 Sędzia: Erdoan Vitaku Arsim Vitaku |

| 14 października 201718:00 | RK Nexe Našice               | 32:21(12:12) | SERVITI Põlva      | gospodarz Widzów: 750 Sędzia: Marko Boričić Dejan Marković |
| 14 października 201718:00 | Marin Šipić 5 Vedran Zrnić 5 | 32:21(12:12) | 6 Roman Aizatullov | gospodarz Widzów: 750 Sędzia: Marko Boričić Dejan Marković |
| 14 października 201718:00 | 2× · 3×                      | 32:21(12:12) | 4× · 3×            | gospodarz Widzów: 750 Sędzia: Marko Boričić Dejan Marković |

| 14 października 201719:00 | RK Dubrava    | 36:26(14:12) | Csurgói KK                                 | gospodarz Widzów: 350 Sędzia: Yaron Ben-Dan Assaf Faran |
| 14 października 201719:00 | Karlo Godec 6 | 36:26(14:12) | 5 Marko Vasić 5 Egon Hanusz 5 Klemen Cehte | gospodarz Widzów: 350 Sędzia: Yaron Ben-Dan Assaf Faran |
| 14 października 201719:00 | 6× · 3×       | 36:26(14:12) | 5× · 3×                                    | gospodarz Widzów: 350 Sędzia: Yaron Ben-Dan Assaf Faran |

| 14 października 201719:30 | ØIF Arendal              | 29:26(19:16) | OCI-Lions      | gospodarz Widzów: 803 Sędzia: Florian Hofer Andreas Schmidhuber |
| 14 października 201719:30 | August Baskår Pedersen 7 | 29:26(19:16) | 9 Ivar Stavast | gospodarz Widzów: 803 Sędzia: Florian Hofer Andreas Schmidhuber |
| 14 października 201719:30 | 4× · 1×                  | 29:26(19:16) | 5× · 3×        | gospodarz Widzów: 803 Sędzia: Florian Hofer Andreas Schmidhuber |

| 14 października 201720:00 | Chambéry Savoie Handball | 31:27(14:12) | Maccabi Riszon le-Cijjon | gospodarz Widzów: 2000 Sędzia: Tomislav Cindrić Robert Gonzurek |
| 14 października 201720:00 | Queido Traoré 7          | 31:27(14:12) | 7 Ivan Karačić           | gospodarz Widzów: 2000 Sędzia: Tomislav Cindrić Robert Gonzurek |
| 14 października 201720:00 | 1× · 2×                  | 31:27(14:12) | 5× · 3×                  | gospodarz Widzów: 2000 Sędzia: Tomislav Cindrić Robert Gonzurek |

| 15 października 201714:00 | Talent Pilzno  | 23:30(13:16) | Helvetia Anaitasuna                                 | gospodarz Widzów: 490 Sędzia: Bogdan Kaluđerović Ivan Vujačić |
| 15 października 201714:00 | Michal Tonar 8 | 23:30(13:16) | 4 Alvaro Gaston Fernández 4 Carlos Chocarro Gorraiz | gospodarz Widzów: 490 Sędzia: Bogdan Kaluđerović Ivan Vujačić |
| 15 października 201714:00 | 5× · 3×        | 23:30(13:16) | 2× · 3×                                             | gospodarz Widzów: 490 Sędzia: Bogdan Kaluđerović Ivan Vujačić |

| 15 października 201715:00 | FC Porto                        | 44:26(25:13) | RK Ohrid 2013    | gospodarz Widzów: 710 Sędzia: André Philipp Buache Marco Meyer |
| 15 października 201715:00 | Jose Mario Carrillo Gutiérrez 7 | 44:26(25:13) | 6 Lazar Adamovic | gospodarz Widzów: 710 Sędzia: André Philipp Buache Marco Meyer |
| 15 października 201715:00 | 2× · 2×                         | 44:26(25:13) | 1× · 2×          | gospodarz Widzów: 710 Sędzia: André Philipp Buache Marco Meyer |

| 15 października 201715:00 | St. Petersburg HC                   | 35:31(16:12) | Haukar Hafnarfjörður | Inter-University sports center, Petersburg Widzów: 1000 Sędzia: Tomas Barysas Povilas Petrusis |
| 15 października 201715:00 | Dmitrii Kiselev 8 Dmitry Bogdanov 8 | 35:31(16:12) | 7 Ísak Rafnsson      | Inter-University sports center, Petersburg Widzów: 1000 Sędzia: Tomas Barysas Povilas Petrusis |
| 15 października 201715:00 | 2× · 2×                             | 35:31(16:12) | 3× · 3×              | Inter-University sports center, Petersburg Widzów: 1000 Sędzia: Tomas Barysas Povilas Petrusis |

| 15 października 201716:00 | Gwardia Opole                      | 26:21(10:12) | SL Benfica                      | gospodarz Widzów: 3000 Sędzia: Miro Korja Christopher Metsämäki |
| 15 października 201716:00 | Mateusz Jankowski 6 Patryk Mauer 6 | 26:21(10:12) | 4 João Pedro Francisco da Silva | gospodarz Widzów: 3000 Sędzia: Miro Korja Christopher Metsämäki |
| 15 października 201716:00 | 1× · 3×                            | 26:21(10:12) | 5× · 2× · 1×                    | gospodarz Widzów: 3000 Sędzia: Miro Korja Christopher Metsämäki |

| 15 października 201717:00 | SKA Mińsk         | 33:30(16:14) | CSM Bukareszt                        | gospodarz Widzów: 2000 Sędzia: Saša Pandžić Boris Šatordžija |
| 15 października 201717:00 | Mikita Wajłupau 9 | 33:30(16:14) | 5 Gašper Hrastnik 5 Goce Georgiewski | gospodarz Widzów: 2000 Sędzia: Saša Pandžić Boris Šatordžija |
| 15 października 201717:00 | 6× · 3×           | 33:30(16:14) | 6× · 4×                              | gospodarz Widzów: 2000 Sędzia: Saša Pandžić Boris Šatordžija |

| 15 października 201718:00 | Byåsen Håndball Elite | 24:27(12:13) | HCM Constanța                                 | Sala Sporturilor, Konstanca Widzów: 1300 Sędzia: Erdoan Vitaku Arsim Vitaku |
| 15 października 201718:00 | Emil Midtbø Sundal 5  | 24:27(12:13) | 5 Laurențiu Mihai Toma 5 George Ionuț Buricea | Sala Sporturilor, Konstanca Widzów: 1300 Sędzia: Erdoan Vitaku Arsim Vitaku |
| 15 października 201718:00 | 6× · 3×               | 24:27(12:13) | 6× · 3×                                       | Sala Sporturilor, Konstanca Widzów: 1300 Sędzia: Erdoan Vitaku Arsim Vitaku |

### Trzecia runda kwalifikacyjna
Rozstawionymi zespołami w losowaniu było 16 najlepszych drużyn z zestawienia EHF i w toku losowania zostały połączone w pary z 16 zwycięzcami drugiej rundy kwalifikacyjnej.
| Drużyna 1                            | Wynik dwumeczu | Drużyna 2                | Pierwszy mecz | Drugi mecz |
| ------------------------------------ | -------------- | ------------------------ | ------------- | ---------- |
| CYEB Budakalász                      | 48:61          | Helvetia Anaitasuna      | 27:35         | 21:26      |
| Azoty-Puławy                         | 59:59          | Team Tvis Holstebro      | 30:27         | 29:32      |
| SC Magdeburg                         | 53:52          | HCM Constanța            | 27:25         | 26:27      |
| FC Porto                             | 52:63          | Füchse Berlin            | 27:25         | 25:33      |
| Gwardia Opole                        | 51:52          | RD Koper 2013            | 30:25         | 21:27      |
| Frisch Auf! Göppingen                | 58:48          | ØIF Arendal              | 27:27         | 31:21      |
| Riihimäki Cocks                      | 49:46          | RD Riko Ribnica          | 24:17         | 25:29      |
| Wacker Thun                          | 40:40          | Alpla HC Hard            | 19:17         | 21:23      |
| Grundfos Tatabánya KC                | 46:47          | Chambéry Savoie Handball | 25:24         | 21:23      |
| BM Granollers                        | 55:46          | Balatonfüredi KSE        | 28:21         | 27:25      |
| Lugi HF                              | 51:46          | Pfadi Winterthur         | 29:29         | 22:17      |
| HK Malmö                             | 50:59          | Bjerringbro-Silkeborg    | 25:23         | 25:36      |
| Team Esbjerg                         | 50:52          | RK Nexe Našice           | 29:26         | 21:26      |
| Saint-Raphaël Var Handball           | 81:60          | RK Dubrava               | 40:29         | 41:31      |
| SKA Mińsk                            | 66:63          | Naturhouse La Rioja      | 36:28         | 30:35      |
| Tatran Preszów                       | 47:47          | Haukar Hafnarfjörður     | 24:21         | 23:26      |
| Po lewej gospodarz pierwszego meczu. |                |                          |               |            |

W dwumeczach Azoty-Puławy z Team Tvis Holstebro, Wacker Thun z Alpla HC Hard oraz Tatran Preszów i Haukar Hafnarfjörður wystąpiły remisy, awans wywalczyły zespoły, które strzeliły więcej bramek na wyjeździe.

#### Wyniki
| 15 listopada 201720:00 | Frisch Auf! Göppingen | 27:27(14:15) | ØIF Arendal              | gospodarz Widzów: 3500 Sędzia: Saša Pandžić Boris Šatordžija |
| 15 listopada 201720:00 | Marcel Schiller 6     | 27:27(14:15) | 8 August Baskår Pedersen | gospodarz Widzów: 3500 Sędzia: Saša Pandžić Boris Šatordžija |
| 15 listopada 201720:00 | 2× · 2×               | 27:27(14:15) | 4× · 4×                  | gospodarz Widzów: 3500 Sędzia: Saša Pandžić Boris Šatordžija |

| 18 listopada 201714:00 | Team Esbjerg         | 29:26(15:13) | RK Nexe Našice | gospodarz Widzów: 926 Sędzia: Athanasios Chaskis Dimitrios Tsakonas |
| 18 listopada 201714:00 | Jacob Tandrup Holm 9 | 29:26(15:13) | 8 Vedran Zrnić | gospodarz Widzów: 926 Sędzia: Athanasios Chaskis Dimitrios Tsakonas |
| 18 listopada 201714:00 | 3× · 2×              | 29:26(15:13) | 4× · 3×        | gospodarz Widzów: 926 Sędzia: Athanasios Chaskis Dimitrios Tsakonas |

| 18 listopada 201717:30 | Wacker Thun    | 19:17(13:8) | Alpla HC Hard                 | gospodarz Widzów: 1180 Sędzia: Simone Zendali Stefano Riello |
| 18 listopada 201717:30 | Lenny Rubin 11 | 19:17(13:8) | 4 Boris Živković 4 Dan Dicker | gospodarz Widzów: 1180 Sędzia: Simone Zendali Stefano Riello |
| 18 listopada 201717:30 | 6× · 3× · 1×   | 19:17(13:8) | 3× · 3× · 1×                  | gospodarz Widzów: 1180 Sędzia: Simone Zendali Stefano Riello |

| 18 listopada 201717:30 | SKA Mińsk                | 36:28(14:9) | Naturhouse La Rioja   | gospodarz Widzów: 2100 Sędzia: Robert Harabagiu Silviu Stănescu |
| 18 listopada 201717:30 | Alaksandr Padszywałau 10 | 36:28(14:9) | 8 Fábio Rocha Chiuffa | gospodarz Widzów: 2100 Sędzia: Robert Harabagiu Silviu Stănescu |
| 18 listopada 201717:30 | 5× · 2×                  | 36:28(14:9) | 3× · 3×               | gospodarz Widzów: 2100 Sędzia: Robert Harabagiu Silviu Stănescu |

| 18 listopada 201718:00 | Azoty-Puławy                     | 30:27(14:15) | Team Tvis Holstebro | gospodarz Widzów: 700 Sędzia: Bogdan Nicolae Stark Romeo Mihai Ștefan |
| 18 listopada 201718:00 | Adam Skrabania 6 Maeusz Seroka 6 | 30:27(14:15) |                     | gospodarz Widzów: 700 Sędzia: Bogdan Nicolae Stark Romeo Mihai Ștefan |
| 18 listopada 201718:00 | 2× · 3× · 1×                     | 30:27(14:15) | 4× · 3×             | gospodarz Widzów: 700 Sędzia: Bogdan Nicolae Stark Romeo Mihai Ștefan |

| 18 listopada 201718:30 | FC Porto                  | 27:30(12:14) | Füchse Berlin    | gospodarz Widzów: 1091 Sędzia: Péter Herczeg Péter Südi |
| 18 listopada 201718:30 | Angel Hernandez Zulueta 7 | 27:30(12:14) | 12 Hans Lindberg | gospodarz Widzów: 1091 Sędzia: Péter Herczeg Péter Südi |
| 18 listopada 201718:30 | 5× · 3×                   | 27:30(12:14) | 5× · 4× · 1×     | gospodarz Widzów: 1091 Sędzia: Péter Herczeg Péter Südi |

| 18 listopada 201719:00 | Gwardia Opole  | 30:25(17:12) | RD Koper 2013    | gospodarz Widzów: 3000 Sędzia: Eshref Beqiri Ilir Krasniqi |
| 18 listopada 201719:00 | Patryk Mauer 9 | 30:25(17:12) | 7 Adam Bratković | gospodarz Widzów: 3000 Sędzia: Eshref Beqiri Ilir Krasniqi |
| 18 listopada 201719:00 | 5× · 4×        | 30:25(17:12) | 4× · 4×          | gospodarz Widzów: 3000 Sędzia: Eshref Beqiri Ilir Krasniqi |

| 18 listopada 201720:00 | Saint-Raphaël Var Handball | 40:29(22:18) | RK Dubrava                                   | gospodarz Widzów: 1755 Sędzia: Milan Hájek Karel Macho |
| 18 listopada 201720:00 | Raphaël Caucheteux 15      | 40:29(22:18) | 5 Ivan Vida 5 Kristijan Radoš 5 Marin Buneta | gospodarz Widzów: 1755 Sędzia: Milan Hájek Karel Macho |
| 18 listopada 201720:00 | 3× · 3×                    | 40:29(22:18) | 6× · 1×                                      | gospodarz Widzów: 1755 Sędzia: Milan Hájek Karel Macho |

| 19 listopada 201712:30 | BM Granollers        | 28:21(13:11) | Balatonfüredi KSE | gospodarz Widzów: 2300 Sędzia: Daniel Accoto Martins Roberto Accoto Martins |
| 19 listopada 201712:30 | David Resina Forns 7 | 28:21(13:11) | 7 Bendegúz Bóka   | gospodarz Widzów: 2300 Sędzia: Daniel Accoto Martins Roberto Accoto Martins |
| 19 listopada 201712:30 | 4× · 1×              | 28:21(13:11) | 4× · 3×           | gospodarz Widzów: 2300 Sędzia: Daniel Accoto Martins Roberto Accoto Martins |

| 19 listopada 201713:00 | Grundfos Tatabánya KC | 25:24(12:11) | Chambéry Savoie Handball | gospodarz Widzów: 900 Sędzia: Marko Boričić Dejan Marković |
| 19 listopada 201713:00 | Miloš Vujović 8       | 25:24(12:11) | 7 Queido Traoré          | gospodarz Widzów: 900 Sędzia: Marko Boričić Dejan Marković |
| 19 listopada 201713:00 | 4× · 3×               | 25:24(12:11) | 1× · 3×                  | gospodarz Widzów: 900 Sędzia: Marko Boričić Dejan Marković |

| 19 listopada 201715:00 | SC Magdeburg    | 27:25(13:10) | HCM Constanța                              | gospodarz Widzów: 3180 Sędzia: Miklós Andorka Róbert Hucker |
| 19 listopada 201715:00 | Robert Weber 10 | 27:25(13:10) | 5 Nikola Crnoglavac 5 George Ionuț Buricea | gospodarz Widzów: 3180 Sędzia: Miklós Andorka Róbert Hucker |
| 19 listopada 201715:00 | 1×              | 27:25(13:10) | 1× · 3×                                    | gospodarz Widzów: 3180 Sędzia: Miklós Andorka Róbert Hucker |

| 19 listopada 201716:15 | HK Malmö        | 25:23(14:13) | Bjerringbro-Silkeborg          | gospodarz Widzów: 470 Sędzia: Doru Manea Radu Iliescu |
| 19 listopada 201716:15 | Linus Persson 9 | 25:23(14:13) | 6 Nikolaj Rømer Berg Markussen | gospodarz Widzów: 470 Sędzia: Doru Manea Radu Iliescu |
| 19 listopada 201716:15 | 1× · 3×         | 25:23(14:13) | 5× · 3× · 1×                   | gospodarz Widzów: 470 Sędzia: Doru Manea Radu Iliescu |

| 19 listopada 201716:30 | Riihimäki Cocks | 24:17(14:9) | RD Riko Ribnica | gospodarz Widzów: 318 Sędzia: Vagif Aliyev Alekper Aghakishiyev |
| 19 listopada 201716:30 | Nico Rönnberg 8 | 24:17(14:9) | 8 Nik Henigman  | gospodarz Widzów: 318 Sędzia: Vagif Aliyev Alekper Aghakishiyev |
| 19 listopada 201716:30 | 3× · 3×         | 24:17(14:9) | 5× · 3×         | gospodarz Widzów: 318 Sędzia: Vagif Aliyev Alekper Aghakishiyev |

| 19 listopada 201718:00 | Lugi HF                                             | 29:29(17:13) | Pfadi Winterthur | gospodarz Widzów: 914 Sędzia: Ismailj Metalari Nenad Nikolovski |
| 19 listopada 201718:00 | Hampus Jildenbäck 5 Lucas Pellas 5 Alfred Jönsson 5 | 29:29(17:13) | 8 Marvin Lier    | gospodarz Widzów: 914 Sędzia: Ismailj Metalari Nenad Nikolovski |
| 19 listopada 201718:00 | 2× · 3×                                             | 29:29(17:13) | 3× · 3×          | gospodarz Widzów: 914 Sędzia: Ismailj Metalari Nenad Nikolovski |

| 19 listopada 201719:00 | CYEB Budakalász | 27:35(11:14) | Helvetia Anaitasuna   | gospodarz Widzów: 600 Sędzia: André Philipp Buache Marco Meyer |
| 19 listopada 201719:00 | Bence Nagy 6    | 27:35(11:14) | 10 Raul Nantes Campos | gospodarz Widzów: 600 Sędzia: André Philipp Buache Marco Meyer |
| 19 listopada 201719:00 | 5× · 4×         | 27:35(11:14) | 1× · 2×               | gospodarz Widzów: 600 Sędzia: André Philipp Buache Marco Meyer |

| 23 listopada 201719:30 | Füchse Berlin                       | 33:25(17:12) | FC Porto                | gospodarz Widzów: 6009 Sędzia: Dzmitry Nabokau Siarhei Kulik |
| 23 listopada 201719:30 | Mattias Zachrisson 6 Steffen Fäth 6 | 33:25(17:12) | 4 Miguel Soares Martins | gospodarz Widzów: 6009 Sędzia: Dzmitry Nabokau Siarhei Kulik |
| 23 listopada 201719:30 | 3× · 2×                             | 33:25(17:12) | 3× · 3×                 | gospodarz Widzów: 6009 Sędzia: Dzmitry Nabokau Siarhei Kulik |

| 25 listopada 201715:30 | Team Tvis Holstebro | 32:29(16:16) | Azoty-Puławy  | gospodarz Widzów: 1596 Sędzia: Daniel Freitas Cesar Carvalho |
| 25 listopada 201715:30 | Viktor Östlund 9    | 32:29(16:16) | 7 Marko Panić | gospodarz Widzów: 1596 Sędzia: Daniel Freitas Cesar Carvalho |
| 25 listopada 201715:30 | 4× · 2×             | 32:29(16:16) | 4× · 2×       | gospodarz Widzów: 1596 Sędzia: Daniel Freitas Cesar Carvalho |

| 25 listopada 201717:00 | ØIF Arendal            | 21:31(9:15) | Frisch Auf! Göppingen | gospodarz Widzów: 1875 Sędzia: Jakub Jerlecki Maciej Labuń |
| 25 listopada 201717:00 | Jesper Munk Johanson 6 | 21:31(9:15) | 9 Marcel Schiller     | gospodarz Widzów: 1875 Sędzia: Jakub Jerlecki Maciej Labuń |
| 25 listopada 201717:00 | 4× · 4×                | 21:31(9:15) | 5× · 3×               | gospodarz Widzów: 1875 Sędzia: Jakub Jerlecki Maciej Labuń |

| 25 listopada 201718:00 | Balatonfüredi KSE | 25:27(12:13) | BM Granollers           | gospodarz Widzów: 500 Sędzia: Konstantin Ershov Anton Pavliukov |
| 25 listopada 201718:00 | Yury Semenov 8    | 25:27(12:13) | 6 Adrian Figueras Trejo | gospodarz Widzów: 500 Sędzia: Konstantin Ershov Anton Pavliukov |
| 25 listopada 201718:00 | 3× · 3×           | 25:27(12:13) | 2× · 3×                 | gospodarz Widzów: 500 Sędzia: Konstantin Ershov Anton Pavliukov |

| 25 listopada 201718:00 | RK Nexe Našice            | 26:21(11:10) | Team Esbjerg         | gospodarz Widzów: 2000 Sędzia: Denis Bolic Christoph Hurich |
| 25 listopada 201718:00 | Saša-Lela Barišić-Jaman 6 | 26:21(11:10) | 6 Jacob Tandrup Holm | gospodarz Widzów: 2000 Sędzia: Denis Bolic Christoph Hurich |
| 25 listopada 201718:00 | 5× · 4×                   | 26:21(11:10) | 5× · 2×              | gospodarz Widzów: 2000 Sędzia: Denis Bolic Christoph Hurich |

| 25 listopada 201719:15 | Tatran Preszów  | 24:21(11:11) | Haukar Hafnarfjörður | gospodarz Widzów: 2350 Sędzia: Erdoan Vitaku Arsim Vitaku |
| 25 listopada 201719:15 | Bruno Butorac 6 | 24:21(11:11) | 8 Einar Rafn Eiðsson | gospodarz Widzów: 2350 Sędzia: Erdoan Vitaku Arsim Vitaku |
| 25 listopada 201719:15 | 1× · 3×         | 24:21(11:11) | 3× · 4×              | gospodarz Widzów: 2350 Sędzia: Erdoan Vitaku Arsim Vitaku |

| 25 listopada 201719:00 | Helvetia Anaitasuna    | 26:21(12:12) | CYEB Budakalász | gospodarz Widzów: 2000 Sędzia: Daniel Krause-Kjær Nicklas Mark Pedersen |
| 25 listopada 201719:00 | Gabriel Ceretta Jung 6 | 26:21(12:12) | 6 András Koncz  | gospodarz Widzów: 2000 Sędzia: Daniel Krause-Kjær Nicklas Mark Pedersen |
| 25 listopada 201719:00 | 4× · 2×                | 26:21(12:12) | 3× · 3×         | gospodarz Widzów: 2000 Sędzia: Daniel Krause-Kjær Nicklas Mark Pedersen |

| 25 listopada 201719:00 | RD Koper 2013     | 27:21(15:9) | Gwardia Opole     | gospodarz Widzów: 2200 Sędzia: Roberto Scevola Tal Alperan |
| 25 listopada 201719:00 | Adam Bratkovič 11 | 27:21(15:9) | 5 Michał Lemaniak | gospodarz Widzów: 2200 Sędzia: Roberto Scevola Tal Alperan |
| 25 listopada 201719:00 | 5× · 3×           | 27:21(15:9) | 4× · 4× · 1×      | gospodarz Widzów: 2200 Sędzia: Roberto Scevola Tal Alperan |

| 25 listopada 201719:00 | Alpla HC Hard                     | 23:21(9:13) | Wacker Thun    | gospodarz Widzów: 1800 Sędzia: Andrej Smailagic Sandro Smailagic |
| 25 listopada 201719:00 | Dominik Schmid 6 Boris Živković 6 | 23:21(9:13) | 10 Lenny Rubin | gospodarz Widzów: 1800 Sędzia: Andrej Smailagic Sandro Smailagic |
| 25 listopada 201719:00 | 3× · 4× · 1×                      | 23:21(9:13) | 6× · 3×        | gospodarz Widzów: 1800 Sędzia: Andrej Smailagic Sandro Smailagic |

| 25 listopada 201719:00 | RK Dubrava         | 31:41(16:23) | Saint-Raphaël Var Handball | gospodarz Widzów: 375 Sędzia: Florian Hofer Andreas Schmidhuber |
| 25 listopada 201719:00 | Sandro Samardzic 6 | 31:41(16:23) | 8 Arthur Vigneron          | gospodarz Widzów: 375 Sędzia: Florian Hofer Andreas Schmidhuber |
| 25 listopada 201719:00 | 4× · 3×            | 31:41(16:23) | 5× · 1× · 1×               | gospodarz Widzów: 375 Sędzia: Florian Hofer Andreas Schmidhuber |

| 25 listopada 201720:00 | Chambéry Savoie Handball | 23:21(9:8) | Grundfos Tatabánya KC | gospodarz Widzów: 2500 Sędzia: Dimitar Mitrevski Blagojche Todorovski |
| 25 listopada 201720:00 | Fahrudin Melić 8         | 23:21(9:8) | 8 Ádám Juhász         | gospodarz Widzów: 2500 Sędzia: Dimitar Mitrevski Blagojche Todorovski |
| 25 listopada 201720:00 | 3× · 3×                  | 23:21(9:8) | 3× · 4×               | gospodarz Widzów: 2500 Sędzia: Dimitar Mitrevski Blagojche Todorovski |

| 25 listopada 201720:00 | Naturhouse La Rioja   | 35:30(16:15) | SKA Mińsk            | gospodarz Widzów: 3000 Sędzia: Bogdan Kaluđerović Ivan Vujačić |
| 25 listopada 201720:00 | Fábio Rocha Chiuffa 8 | 35:30(16:15) | 10 Uładzisłau Kulesz | gospodarz Widzów: 3000 Sędzia: Bogdan Kaluđerović Ivan Vujačić |
| 25 listopada 201720:00 | 3× · 2×               | 35:30(16:15) | 4× · 3×              | gospodarz Widzów: 3000 Sędzia: Bogdan Kaluđerović Ivan Vujačić |

| 26 listopada 201715:00 | Pfadi Winterthur                              | 17:22(9:11) | Lugi HF        | gospodarz Widzów: 600 Sędzia: Georgi Doychinov Yulian Goretsov |
| 26 listopada 201715:00 | Marcel Hess 3 Roman Sidorowicz 3 Ante Kuduz 3 | 17:22(9:11) | 6 Lucas Pellas | gospodarz Widzów: 600 Sędzia: Georgi Doychinov Yulian Goretsov |
| 26 listopada 201715:00 | 1× · 1×                                       | 17:22(9:11) | 4× · 2×        | gospodarz Widzów: 600 Sędzia: Georgi Doychinov Yulian Goretsov |

| 26 listopada 201715:00 | Bjerringbro-Silkeborg                                | 36:25(17:12) | HK Malmö                                           | gospodarz Widzów: 1821 Sędzia: Robin Sager Stefan Styger |
| 26 listopada 201715:00 | Jacob Arenth Lassen 6 Nikolaj Rømer Berg Markussen 6 | 36:25(17:12) | 5 Adam Lönn 5 Anton Blickhammar 5 Fredrik Petersen | gospodarz Widzów: 1821 Sędzia: Robin Sager Stefan Styger |
| 26 listopada 201715:00 | 4× · 3×                                              | 36:25(17:12) | 7× · 3×                                            | gospodarz Widzów: 1821 Sędzia: Robin Sager Stefan Styger |

| 26 listopada 201718:00 | HCM Constanța                               | 27:26(15:15) | SC Magdeburg                                   | gospodarz Widzów: 1800 Sędzia: Aleksandar Jović Nedim Arnautović |
| 26 listopada 201718:00 | Nikola Crnoglavac 6 Dragoș Dumitriu Soare 6 | 27:26(15:15) | 7 Michael Damgaard Nielsen 7 Nemanja Zelenović | gospodarz Widzów: 1800 Sędzia: Aleksandar Jović Nedim Arnautović |
| 26 listopada 201718:00 | 1× · 3×                                     | 27:26(15:15) | 1× · 3×                                        | gospodarz Widzów: 1800 Sędzia: Aleksandar Jović Nedim Arnautović |

| 26 listopada 201718:00 | RD Riko Ribnica | 29:25(14:10) | Riihimäki Cocks  | gospodarz Widzów: 900 Sędzia: Gytis Šniurevičius Andrius Grigalionis |
| 26 listopada 201718:00 | Nik Henigman 10 | 29:25(14:10) | 10 Nico Rönnberg | gospodarz Widzów: 900 Sędzia: Gytis Šniurevičius Andrius Grigalionis |
| 26 listopada 201718:00 | 6× · 3×         | 29:25(14:10) | 8× · 4×          | gospodarz Widzów: 900 Sędzia: Gytis Šniurevičius Andrius Grigalionis |

| 2 grudnia 201714:00 | Haukar Hafnarfjörður                          | 26:23(11:13) | Tatran Preszów | gospodarz Widzów: 1257 Sędzia: Davor Lončar Zoran Lončar |
| 2 grudnia 201714:00 | Óðinn Þór Ríkharðsson 6 Àsbjorn Fridriksson 6 | 26:23(11:13) | 8 Dominik Krok | gospodarz Widzów: 1257 Sędzia: Davor Lončar Zoran Lončar |
| 2 grudnia 201714:00 | 2× · 2×                                       | 26:23(11:13) | 3× · 3×        | gospodarz Widzów: 1257 Sędzia: Davor Lončar Zoran Lončar |